# Sondaggi sulle elezioni generali nel Regno Unito del 2017
Di seguito sono esposti i risultati dei principali sondaggi d'opinione effettuati nel Regno Unito sulle elezioni generali del 2017.

## Illustrazione grafica

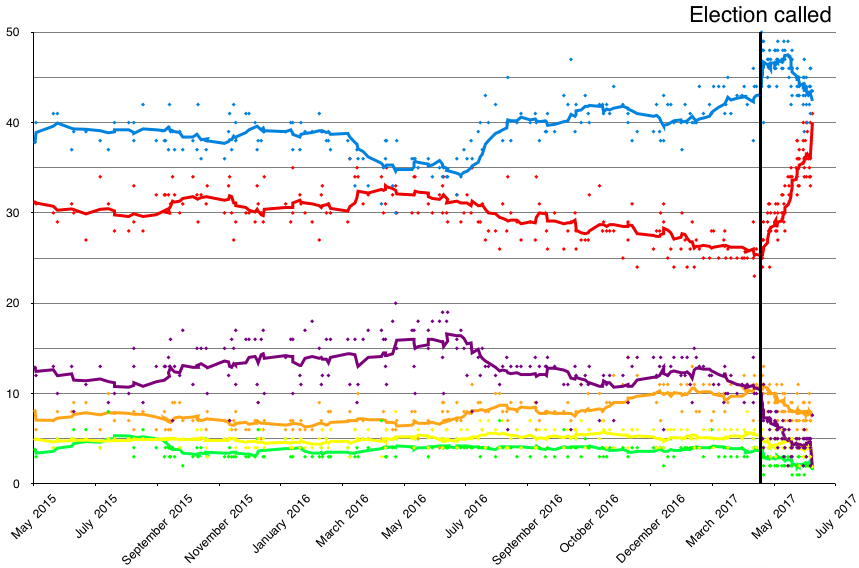

## Previsione del voto popolare
| Sondaggio                                                                  | Date                  | Grandezza campione | Conservatori | Laburisti | UKIP   | Liberal-democratici | SNP   | Verdi | Altri | Differenza |
| -------------------------------------------------------------------------- | --------------------- | ------------------ | ------------ | --------- | ------ | ------------------- | ----- | ----- | ----- | ---------- |
| Elezioni generali                                                          | 8 giugno 2017         | 32 203 481         | 42,4 %       | 40,0%     | 1,9 %  | 7,2 %               | 3,1 % | 1,6 % | 3,8%  | 2,4        |
| Ipsos MORI                                                                 | 6-7 giugno            | 1 291              | 44 %         | 36 %      | 4 %    | 7 %                 | 5 %   | 2 %   | 2 %   | 8          |
| BMG                                                                        | 6-7 giugno            | 1 199              | 46 %         | 33 %      | 5 %    | 8 %                 | 4 %   | 3 %   | 2 %   | 13         |
| Survation                                                                  | 6-7 giugno            | 2 798              | 41 %         | 40 %      | 2 %    | 8 %                 | 3 %   | 2 %   | *     | 1          |
| ICM                                                                        | 6-7 giugno            | 1 532              | 46 %         | 34 %      | 5 %    | 7 %                 | 4 %   | 2 %   | 1 %   | 12         |
| ComRes Archiviato l'8 giugno 2017 in Internet Archive.                     | 5-7 giugno            | 2 051              | 44 %         | 34 %      | 5 %    | 9 %                 | 4 %   | 2 %   | 1 %   | 10         |
| YouGov                                                                     | 5-7 giugno            | 2 130              | 42 %         | 35 %      | 5 %    | 10 %                | 5 %   | 2 %   | 1 %   | 7          |
| Qriously/Wired                                                             | 4-7 giugno            | 1 291              | 39 %         | 41 %      | 4 %    | 6 %                 | 3 %   | 7%    | 7%    | 2          |
| Panelbase                                                                  | 2-7 giugno            | 3 018              | 44 %         | 36 %      | 5 %    | 7 %                 | 4 %   | 2 %   | 2 %   | 8          |
| Kantar Public Archiviato l'11 giugno 2017 in Internet Archive.             | 1-7 giugno            | 2 159              | 43 %         | 38 %      | 4 %    | 7 %                 | 4 %   | 2 %   | 2 %   | 5          |
| Opinium                                                                    | 4-6 giugno            | 3 002              | 43 %         | 36 %      | 5 %    | 8 %                 | 5 %   | 2 %   | 1 %   | 7          |
| SurveyMonkey                                                               | 4-6 giugno            | 11 000             | 42 %         | 38 %      | 4 %    | 6 %                 | 3 %   | 2 %   | 5 %   | 4          |
| ICM                                                                        | 2 -4 giugno           | 2 000              | 45 %         | 34 %      | 5 %    | 8 %                 | 4 %   | 3 %   | 2 %   | 11         |
| Attentati a Londra, sospensione provvisoria della campagna elettorale.     |                       |                    |              |           |        |                     |       |       |       |            |
| Survation                                                                  | 3 giugno              | 1 049              | 40 %         | 39 %      | 5 %    | 8 %                 | 4 %   | 5 %   | 5 %   | 1          |
| Survation                                                                  | 2 au 3 giugno         | 1 103              | 42 %         | 40 %      | 3 %    | 6 %                 | 4 %   | 1 %   | 4 %   | 2          |
| YouGov                                                                     | 1 au 2 giugno         | 1 989              | 42 %         | 38 %      | 4 %    | 7 %                 | 8 %   | 8 %   | 8 %   | 4          |
| ICM                                                                        | 31 maggio-2 giugno    | 2 051              | 45 %         | 34 %      | 5 %    | 9 %                 | 4 %   | 3 %   | 3 %   | 11         |
| ComRes                                                                     | 31 maggio-2 giugno    | 2 038              | 47 %         | 35 %      | 4 %    | 8 %                 | 3 %   | 1 %   | 1 %   | 12         |
| Norstat                                                                    | 31 maggio-1 giugno    | 1 013              | 39 %         | 35 %      | 6 %    | 8 %                 | *     | 3 %   | 9 %   | 4          |
| ORB                                                                        | 31 maggio-1 giugno    | 1 656              | 45 %         | 36 %      | 4 %    | 8 %                 | 7 %   | 7 %   | 7 %   | 9          |
| Ipsos MORI                                                                 | 30 maggio-1 giugno    | 1 046              | 45 %         | 40 %      | 2 %    | 7 %                 | 6 %   | 6 %   | 6 %   | 5          |
| Panelbase                                                                  | 26 maggio-1 giugno    | 1 224              | 44 %         | 36 %      | 5 %    | 7 %                 | 5 %   | 2 %   | 1 %   | 8          |
| YouGov                                                                     | 30-31 maggio          | 1 875              | 42 %         | 39 %      | 4 %    | 7 %                 | 8 %   | 8 %   | 8 %   | 3          |
| SurveyMonkey                                                               | 31 maggio             | 19 000             | 44 %         | 38 %      | 4 %    | 6 %                 | 7 %   | 7 %   | 7 %   | 6          |
| Kantar Public Archiviato il 14 agosto 2017 in Internet Archive.            | 25-30 maggio          | 1 199              | 43 %         | 33 %      | 4 %    | 11 %                | 4 %   | 3 %   | 1 %   | 10         |
| YouGov Archiviato il 14 novembre 2019 in Internet Archive.                 | 24-30 maggio          | 53 464             | 41 %         | 38 %      | 4 %    | 9 %                 | 4 %   | 2 %   | 2 %   | 3          |
| ICM                                                                        | 26-29 maggio          | 2 002              | 45 %         | 33 %      | 5 %    | 8 %                 | 4 %   | 3 %   | 2 %   | 12         |
| YouGov                                                                     | 23-29 maggio          | ~50 000            | 42 %         | 38 %      | 4 %    | 9 %                 | 7 %   | 7 %   | 7 %   | 4          |
| Survation                                                                  | 26-27 maggio          | 1 009              | 43 %         | 37 %      | 4 %    | 8 %                 | 2 %   | 1 %   | 4 %   | 6          |
| YouGov                                                                     | 25-26 maggio          | 2 003              | 43 %         | 36 %      | 4 %    | 9 %                 | 4 %   | 2 %   | 1 %   | 7          |
| ICM                                                                        | 24-26 maggio          | 2 044              | 46 %         | 32 %      | 5 %    | 8 %                 | 4 %   | 2 %   | 1 %   | 14         |
| ComRes Archiviato il 29 maggio 2017 in Internet Archive.                   | 24-26 maggio          | 2 024              | 46 %         | 34 %      | 5 %    | 8 %                 | 4 %   | 2 %   | 1 %   | 12         |
| ORB                                                                        | 24-25 maggio          | 1 556              | 44 %         | 38 %      | 5 %    | 7 %                 | 4 %   | 2 %   | 2 %   | 6          |
| SurveyMonkey                                                               | 24-25 maggio          | 6 000              | 44 %         | 36 %      | 4 %    | 6 %                 | 9 %   | 9 %   | 9 %   | 8          |
| YouGov                                                                     | 24-25 maggio          | 2 052              | 43 %         | 38 %      | 4 %    | 10 %                | 5 %   | 1 %   | 0 %   | 5          |
| Opinium                                                                    | 23-24 maggio          | 2 002              | 45 %         | 35 %      | 5 %    | 7 %                 | 5 %   | 2 %   | 1 %   | 10         |
| Attentato a Manchester, sospensione provvisoria della campagna elettorale. |                       |                    |              |           |        |                     |       |       |       |            |
| ICM                                                                        | 19-21 maggio          | 2 004              | 47 %         | 33 %      | 4 %    | 9 %                 | 4 %   | 2 %   | 1 %   | 14         |
| Survation                                                                  | 19-20 maggio          | 1 034              | 43 %         | 34 %      | 4 %    | 8 %                 | 3 %   | 2 %   | 5 %   | 9          |
| Survation                                                                  | 19-20 maggio          | 1 017              | 46 %         | 34 %      | 3 %    | 8 %                 | 4 %   | 1 %   | 3 %   | 12         |
| YouGov                                                                     | 18-19 maggio          | 1 925              | 44 %         | 35 %      | 3 %    | 9 %                 | 5 %   | 2 %   | 1 %   | 9          |
| ORB                                                                        | 17-18 maggio          | 1 551              | 46 %         | 34 %      | 7 %    | 7 %                 | 4 %   | 2 %   | 2 %   | 12         |
| Opinium                                                                    | 16-17 maggio          | 2 003              | 46 %         | 33 %      | 5 %    | 8 %                 | 5 %   | 2 %   | 1 %   | 13         |
| YouGov                                                                     | 16-17 maggio          | 1 861              | 45 %         | 32 %      | 6 %    | 8 %                 | 5 %   | 2 %   | 1 %   | 13         |
| Ipsos MORI                                                                 | 15-17 maggio          | 1 053              | 49 %         | 34 %      | 2 %    | 7 %                 | 6 %   | 3 %   | *     | 15         |
| Panelbase                                                                  | 12-15 maggio          | 1 026              | 47 %         | 33 %      | 5 %    | 7 %                 | 3 %   | 3 %   | 2 %   | 14         |
| Kantar Public Archiviato il 22 giugno 2017 in Internet Archive.            | 11-15 maggio          | 1 201              | 47 %         | 29 %      | 6 %    | 8 %                 | 4 %   | 4 %   | 2 %   | 18         |
| ICM                                                                        | 12-14 maggio          | 2 030              | 48 %         | 28 %      | 6 %    | 10 %                | 4 %   | 3 %   | 1 %   | 20         |
| Survation                                                                  | 12-13 maggio          | 1 016              | 48 %         | 30 %      | 4 %    | 8 %                 | 4 %   | 2 %   | 4 %   | 18         |
| YouGov                                                                     | 11-12 maggio          | 1 630              | 49 %         | 31 %      | 3 %    | 9 %                 | 5 %   | 2 %   | 1 %   | 18         |
| ComRes                                                                     | 10-12 maggio          | 2 007              | 48 %         | 30 %      | 5 %    | 10 %                | 4 %   | 3 %   | 1 %   | 18         |
| Opinium                                                                    | 9-12 maggio           | 2 003              | 47 %         | 32 %      | 5 %    | 8 %                 | 5 %   | 2 %   | 1 %   | 15         |
| ORB                                                                        | 10-11 maggio          | 1 508              | 46 %         | 32 %      | 7 %    | 8 %                 | 8 %   | 8 %   | 8 %   | 14         |
| YouGov                                                                     | 9-10 maggio           | 1 651              | 46%          | 30 %      | 5 %    | 11 %                | 6 %   | 2 %   | 1 %   | 16         |
| Panelbase                                                                  | 5-9 maggio            | 1 027              | 48%          | 31 %      | 5 %    | 8 %                 | 4 %   | 2 %   | 2 %   | 17         |
| Kantar Public Archiviato il 14 agosto 2017 in Internet Archive.            | 4-8 maggio            | 1 201              | 44 %         | 28 %      | 8 %    | 11 %                | 4 %   | 5 %   | 1 %   | 16         |
| ICM                                                                        | 5-7 maggio            | 2 038              | 49 %         | 27 %      | 6 %    | 9 %                 | 4 %   | 3 %   | 1 %   | 22         |
| Survation                                                                  | 5-6 maggio            | 1 005              | 47%          | 30%       | 4%     | 7%                  | 5%    | 3%    | 3%    | 17         |
| YouGov                                                                     | 4-5 maggio            | 1 644              | 47 %         | 28 %      | 6 %    | 11 %                | 5 %   | 2 %   | 1 %   | 19         |
| ICM                                                                        | 3-5 maggio            | 2 020              | 46 %         | 28 %      | 8 %    | 10 %                | 4 %   | 4 %   | *     | 18         |
| Elezioni amministrative britanniche.                                       |                       |                    |              |           |        |                     |       |       |       |            |
| ORB Archiviato il 17 maggio 2017 in Internet Archive.                      | 3-4 maggio            | 1 550              | 46 %         | 31 %      | 8 %    | 9 %                 | 3 %   | 3 %   | 3 %   | 15         |
| Opinium                                                                    | 2-3 maggio            | 2 005              | 46 %         | 30 %      | 7 %    | 9 %                 | 4 %   | 2 %   | 1 %   | 16         |
| YouGov                                                                     | 2-3 maggio            | 2 066              | 48 %         | 29 %      | 5 %    | 10 %                | 5 %   | 2 %   | 1 %   | 19         |
| Panelbase                                                                  | 28 aprile-2 maggio    | 1 034              | 47 %         | 30 %      | 5 %    | 10 %                | 5 %   | 2 %   | 1 %   | 17         |
| ICM                                                                        | 28 aprile-2 maggio    | 1 970              | 47 %         | 28 %      | 8 %    | 8 %                 | 3 %   | 4 %   | 1 %   | 19         |
| Kantar Public Archiviato l'8 luglio 2017 in Internet Archive.              | 27 aprile-2 maggio    | 1 205              | 48 %         | 24 %      | 7 %    | 11 %                | 4 %   | 4 %   | 2 %   | 24         |
| YouGov                                                                     | 27-28 aprile          | 1 612              | 44 %         | 31 %      | 6 %    | 11 %                | 4 %   | 2 %   | 2 %   | 13         |
| ICM                                                                        | 26-28 aprile          | 2 012              | 47 %         | 28 %      | 8 %    | 9 %                 | 4 %   | 4 %   | 0 %   | 19         |
| Opinium                                                                    | 25-28 aprile          | 2 007              | 47 %         | 30 %      | 7 %    | 8 %                 | 5 %   | 3 %   | 1 %   | 17         |
| ORB                                                                        | 26-27 aprile          | 2 093              | 42 %         | 31 %      | 8 %    | 10 %                | 4 %   | 4 %   | 4 %   | 11         |
| YouGov                                                                     | 25-26 aprile          | 1 590              | 46 %         | 29 %      | 7 %    | 10 %                | 5 %   | 3 %   | 1 %   | 16         |
| Ipsos MORI                                                                 | 21-25 aprile          | 1 004              | 49 %         | 26 %      | 4 %    | 13 %                | 4 %   | 1 %   | 4 %   | 23         |
| ICM                                                                        | 21-24 aprile          | 2 024              | 48 %         | 27 %      | 7 %    | 10 %                | 4 %   | 3 %   | 1 %   | 21         |
| Panelbase Archiviato il 17 maggio 2017 in Internet Archive.                | 20-24 aprile          | 1 026              | 49 %         | 27 %      | 5 %    | 10 %                | 5 %   | 3 %   | 1 %   | 22         |
| [ collegamento interrotto ]                                                | 20-24 aprile          | 1 196              | 46 %         | 24 %      | 8 %    | 11 %                | 5 %   | 4 %   | 1 %   | 22         |
| Norstat                                                                    | 23 aprile             | 1 036              | 42 %         | 26 %      | 8 %    | 10 %                | *     | 6 %   | 8 %   | 16         |
| Survation                                                                  | 21-22 aprile          | 2 072              | 40 %         | 29 %      | 11 %   | 11 %                | 4 %   | 2 %   | 3 %   | 11         |
| YouGov                                                                     | 20-21 aprile          | 1 590              | 48 %         | 25 %      | 5 %    | 12 %                | 6 %   | 3 %   | 1 %   | 23         |
| ICM                                                                        | 19-21 aprile          | 2 027              | 48 %         | 26 %      | 8 %    | 10 %                | 4 %   | 3 %   | 2 %   | 22         |
| ORB                                                                        | 19-20 aprile          | 1 860              | 44 %         | 29 %      | 10 %   | 8 %                 | 5 %   | 4 %   | 4 %   | 15         |
| ComRes                                                                     | 19-20 aprile          | 2 074              | 49 %         | 25 %      | 7 %    | 11 %                | 4 %   | 3 %   | 1 %   | 25         |
| Opinium                                                                    | 19-20 aprile          | 2 003              | 46 %         | 26 %      | 9 %    | 11 %                | 4 %   | 3 %   | 1 %   | 19         |
| YouGov                                                                     | 2-20 aprile           | 12 746             | 44 %         | 25 %      | 9 %    | 12 %                | 6 %   | 3 %   | 1 %   | 19         |
| YouGov                                                                     | 18-19 aprile          | 1 727              | 48 %         | 24 %      | 7 %    | 12 %                | 6 %   | 2 %   | 1 %   | 24         |
| ICM                                                                        | 18 aprile             | 1 000              | 46 %         | 25 %      | 8 %    | 11 %                | 4 %   | 4 %   | 1 %   | 21         |
| Theresa May annuncia nuove elezioni previste per l'otto giugno.            |                       |                    |              |           |        |                     |       |       |       |            |
| ICM                                                                        | 14-17 aprile          | 2 052              | 44 %         | 26 %      | 11 %   | 10 %                | 4 %   | 4 %   | 1 %   | 18         |
| YouGov                                                                     | 12-13 aprile          | 2 069              | 44 %         | 23 %      | 10 %   | 12 %                | 6 %   | 4 %   | 1 %   | 21         |
| ComRes Archiviato il 15 aprile 2017 in Internet Archive.                   | 11-13 aprile          | 2 026              | 46 %         | 25 %      | 9 %    | 11 %                | 4 %   | 4 %   | 2 %   | 21         |
| Opinium                                                                    | 11-13 aprile          | 2 002              | 38 %         | 29 %      | 14 %   | 7 %                 | 5 %   | 5 %   | 1 %   | 9          |
| YouGov                                                                     | 5-6 aprile            | 1 651              | 42 %         | 25 %      | 11 %   | 11 %                | 8 %   | 3 %   | 1 %   | 17         |
| ICM                                                                        | 31 marzo-2 aprile     | 2 005              | 43 %         | 25 %      | 11 %   | 11 %                | 5 %   | 4 %   | 2 %   | 18         |
| YouGov                                                                     | 26-27 marzo           | 1 957              | 43 %         | 25 %      | 10 %   | 11 %                | 6 %   | 3 %   | 1 %   | 18         |
| YouGov                                                                     | 20-21 marzo           | 1 627              | 41 %         | 25 %      | 12 %   | 11 %                | 6 %   | 3 %   | 2 %   | 16         |
| ICM                                                                        | 17-19 marzo           | 2 012              | 46 %         | 26 %      | 10 %   | 9 %                 | 4 %   | 4 %   | 1 %   | 19         |
| ComRes                                                                     | 15-17 marzo           | 2 026              | 42 %         | 25 %      | 10 %   | 12 %                | 5 %   | 4 %   | 2 %   | 17         |
| Opinium                                                                    | 14-17 marzo           | 2 007              | 41 %         | 28 %      | 13 %   | 8 %                 | 6 %   | 3 %   | 1 %   | 13         |
| GfK                                                                        | 1-15 marzo            | 1 938              | 41 %         | 28 %      | 12 %   | 7 %                 | 5 %   | 6 %   | 1 %   | 13         |
| YouGov                                                                     | 13-14 marzo           | 1 631              | 44 %         | 27 %      | 9 %    | 10 %                | 5 %   | 4 %   | 0 %   | 17         |
| Ipsos MORI                                                                 | 10-14 marzo           | 1 032              | 43 %         | 30 %      | 6 %    | 13 %                | 4 %   | 4 %   | *     | 13         |
| YouGov                                                                     | 8-9 marzo             | 1 598              | 44 %         | 25 %      | 11 %   | 10 %                | 6 %   | 3 %   | 1 %   | 19         |
| ICM                                                                        | 3-5 marzo             | 1 787              | 44 %         | 28 %      | 11 %   | 8 %                 | 4 %   | 5 %   | 1 %   | 16         |
| YouGov                                                                     | 27-28 febbraio        | 1 666              | 42 %         | 25 %      | 12 %   | 11 %                | 6 %   | 4 %   | 1 %   | 17         |
| YouGov                                                                     | 21-22 febbraio        | 2 060              | 41 %         | 25 %      | 13 %   | 11 %                | 6 %   | 3 %   | 1 %   | 16         |
| ICM                                                                        | 17-19 febbraio        | 2 028              | 44 %         | 26 %      | 13 %   | 8 %                 | 4 %   | 4 %   | 1 %   | 18         |
| Opinium                                                                    | 14-16 febbraio        | 2 004              | 40 %         | 27 %      | 14 %   | 8 %                 | 5 %   | 4 %   | 2 %   | 13         |
| Ipsos MORI                                                                 | 10-14 febbraio        | 1 014              | 40 %         | 29 %      | 9 %    | 13 %                | 5 %   | 4 %   | 0 %   | 11         |
| YouGov                                                                     | 12-13 febbraio        | 2 052              | 40 %         | 24 %      | 15 %   | 11 %                | 6 %   | 4 %   | 2 %   | 16         |
| ComRes Archiviato il 13 febbraio 2017 in Internet Archive.                 | 8-10 febbraio         | 1 218              | 41 %         | 26 %      | 11 %   | 11 %                | 5 %   | 4 %   | 2 %   | 15         |
| YouGov                                                                     | 5-6 febbraio          | 1 984              | 40 %         | 24 %      | 14 %   | 11 %                | 6 %   | 4 %   | 1 %   | 16         |
| ICM                                                                        | 3-5 febbraio          | 1 984              | 42 %         | 27 %      | 12 %   | 10 %                | 5 %   | 4 %   | 1 %   | 15         |
| Opinium                                                                    | 31 gennaio-1 febbraio | 2 005              | 37 %         | 30 %      | 14 %   | 8 %                 | 5 %   | 5 %   | 2 %   | 7          |
| YouGov                                                                     | 30-31 gennaio         | 1 705              | 40 %         | 26 %      | 12 %   | 11 %                | 6 %   | 4 %   | 1 %   | 14         |
| YouGov                                                                     | 23-24 gennaio         | 1 643              | 40 %         | 24 %      | 14 %   | 10 %                | 6 %   | 3 %   | 0 %   | 16         |
| ICM                                                                        | 20-22 gennaio         | 2 052              | 42 %         | 26 %      | 13 %   | 10 %                | 4 %   | 5 %   | 1 %   | 16         |
| YouGov                                                                     | 17-18 gennaio         | 1 654              | 42 %         | 25 %      | 12 %   | 11 %                | 6 %   | 3 %   | 0 %   | 17         |
| Ipsos MORI                                                                 | 13-16 gennaio         | 1 132              | 43 %         | 31 %      | 6 %    | 11 %                | 4 %   | 4 %   | *     | 12         |
| Survation                                                                  | 13 gennaio            | 1 177              | 38 %         | 29 %      | 13 %   | 10 %                | 4 %   | 2 %   | 4 %   | 9          |
| Opinium                                                                    | 10-12 gennaio         | 2 007              | 38 %         | 30 %      | 14 %   | 7 %                 | 5 %   | 4 %   | 2 %   | 8          |
| YouGov                                                                     | 9-10 gennaio          | 1 660              | 40 %         | 28 %      | 13 %   | 11 %                | 6 %   | 3 %   | 1 %   | 11         |
| Elezioni generali                                                          | 7 maggio 2015         | 29 980 107         | 37,8 %       | 31,2 %    | 12,9 % | 8,1 %               | 4,9 % | 3,8 % | 1,4 % | 6,6        |

## Previsione dell'attribuzione dei seggi
| Partiti             | Risultato delle elezioni 2015         | Election Forecast del 7 giugno 2017   | Electoral Calculus del 7 giugno 2017  | Lord Ashcroft del 6 giugno 2017       | Elections Etc.del 2 giugno 2017       | New Statesman del 6 giugno 2017       | YouGov del 7 giugno 2017                                                  | Britain Elects del 7 giugno 2017      | Risultato delle elezioni 2017                                                   |
| ------------------- | ------------------------------------- | ------------------------------------- | ------------------------------------- | ------------------------------------- | ------------------------------------- | ------------------------------------- | ------------------------------------------------------------------------- | ------------------------------------- | ------------------------------------------------------------------------------- |
| Conservatori        | 330                                   | 371                                   | 361                                   | 357                                   | 360                                   | 339                                   | 302                                                                       | 353                                   | 318                                                                             |
| Laburisti           | 232                                   | 199                                   | 215                                   | 222                                   | 210                                   | 224                                   | 269                                                                       | 219                                   | 262                                                                             |
| SNP                 | 56                                    | 50                                    | 48                                    | 45                                    | 48                                    | 57                                    | 44                                                                        | 46                                    | 35                                                                              |
| Liberal Democratici | 8                                     | 7                                     | 4                                     | 4                                     | 9                                     | 8                                     | 12                                                                        | 9                                     | 12                                                                              |
| Plaid Cymru         | 3                                     | 2                                     | 3                                     | 1                                     | 3                                     | —                                     | 2                                                                         | 3                                     | 1                                                                               |
| Verdi               | 1                                     | 1                                     | 1                                     | 0                                     | 1                                     | —                                     | 1                                                                         | 1                                     | 1                                                                               |
| UKIP                | 1                                     | 1                                     | 0                                     | 0                                     | 0                                     | —                                     | 0                                                                         | 0                                     | 0                                                                               |
| Altri               | 19                                    | 1                                     | 18                                    | 19                                    | —                                     | —                                     | 20                                                                        | 19                                    | 21                                                                              |
| Implicazioni        | Maggioranza Conservatrice di 10 seggi | Maggioranza Conservatrice di 92 seggi | Maggioranza Conservatrice di 72 seggi | Maggioranza Conservatrice di 64 seggi | Maggioranza Conservatrice di 70 seggi | Maggioranza Conservatrice di 28 seggi | Nessuna Maggioranza Parlamentare (Conservatori a 24 seggi dall'ottenerla) | Maggioranza Conservatrice di 56 seggi | Nessuna Maggioranza Parlamentare (Conservatori con 8 seggi meno del necessario) |